# David H. Berger
David H. Berger, né le 21 décembre 1959 à Dover (Delaware), est un général quatre étoiles de l'United States Marine Corps, commandant le corps des Marines de 2019 à 2023.